# Homodes fulva
Homodes fulva là một loài bướm đêm trong họ Noctuidae.